# David Stevenson (Tennisspieler)
David Stevenson (* 1. Januar 1999 in Stevenage) ist ein britischer Tennisspieler aus England, der vor allem im Doppel spielt.

## Karriere
Stevenson verzichtete auf Turniere als Junior und studierte von 2018 bis 2023 an der University of Memphis, wo er die letzten zwei Jahre auch im College Tennis aktiv war.
Vereinzelt hatte Stevenson schon vorher Turniere gespielt, aber 2023 war er das erste Mal regelmäßig bei Profiturnieren im Doppel aktiv, im Einzel spielte er in seiner Karriere nur ein einziges Mal. In seinem ersten Jahr gewann er zwei Titel auf der am niedrigsten dotierten ITF Future Tour. Nach seinem Bachelorabschluss war 2024 das erste vollständige Jahr, das er spielte. Mit drei weiteren Futures zog er Anfang 2024 in die Top 400 der Weltrangliste im Doppel ein, wodurch er fortan bei der höher dotierten ATP Challenger Tour an den Start gehen konnte. Gleich beim ersten Challenger-Turnier in Tucumán zog er ins Endspiel ein. Eine Woche später in Concepción und die Woche darauf in Porto Alegre verlor er mit seinem Partner Patrick Harper erneut erst im Finale. Bei allen drei Turnieren hatten sie zuvor keinen Satz verloren. Mit Jay Clarke zusammen verlor Stevenson in Amersfoort auch sein viertes Finale, wodurch er in die Top 200 einzog. Bis Oktober blieb er weiter in der Erfolgsspur und gewann die Titel in Grodzisk Mazowiecki (mit Charles Broom) und Taipeh (mit Marcus Willis). In der Weltrangliste verbesserte er sein Karrierehoch sukzessive bis Rang 129.

## Erfolge
| Legende (Anzahl der Siege) |
| Grand Slam                 |
| ATP Finals                 |
| ATP Tour Masters 1000      |
| ATP Tour 500               |
| ATP Tour 250               |
| ATP Challenger Tour (3)    |

### Doppel

#### Turniersiege
| Nr. | Datum            | Turnier             | Belag         | Partner       | Finalgegner                         | Ergebnis         |
| --- | ---------------- | ------------------- | ------------- | ------------- | ----------------------------------- | ---------------- |
| 1.  | 16. August 2024  | Grodzisk Mazowiecki | Hartplatz     | Charles Broom | Daniel Cukierman Johannes Ingildsen | 6:3, 7:63        |
| 2.  | 26. Oktober 2024 | Taipeh              | Hartplatz (i) | Marcus Willis | Nam Ji-sung Joshua Paris            | 6:3, 6:3         |
| 3.  | 1. März 2025     | Lugano              | Hartplatz (i) | Cleeve Harper | Jakub Paul David Pel                | 4:6, 6:3, [10:8] |